# Larecaja
Larecaja is een provincie in het departement La Paz in Bolivia. De provincie heeft een oppervlakte van 8110 km² en heeft 86.481 inwoners (2012). De hoofdstad is Sorata.
Larecaja is verdeeld in acht gemeenten:
- Combaya
- Guanay
- Quiabaya
- Sorata
- Tacacoma
- Tipuani
- Teoponte
- Tipuani

Abel Iturralde · 
Aroma · 
Bautista Saavedra · 
Caranavi · 
Eliodoro Camacho · 
Franz Tamayo · 
Gualberto Villarroel · 
Ingavi · 
Inquisivi · 
José Manuel Pando · 
Larecaja · 
Loayza · 
Los Andes · 
Manco Kapac · 
Muñecas · 
Nor Yungas · 
Omasuyos · 
Pacajes · 
Pedro Domingo Murillo · 
Sud Yungas